# 805
805 (DCCCV) var ett normalår som började en onsdag i den julianska kalendern.

## Händelser

### Okänt datum
- Kejsar Nikeforos I av det Bysantinska riket lider ett större nederlag mot saracenerna vid Crasus.

## Födda
- Ludvig den tyske, kung av Östfrankiska riket 843–876 (född omkring detta eller nästa år)